# Just Good Friends
«Just Good Friends» es una canción del cantante norteamericano Michael Jackson que cantó en colaboración con Stevie Wonder y escrita por los prolíficos compositores Graham Lyle y Terry Britten. Anteriormente, los dos cantantes ya habían producido una canción en Off the Wall. Stevie Wonder compuso «I Can't Help It». Además grabaron para el álbum Characters del ya mencionado Wonder la canción «Get it», la cual tuvo mayor éxito que el primer dueto.
La canción no fue lanzada como sencillo como gran parte de las demás canciones que conforman el álbum Bad, Jackson decidió postergar el lanzamiento de esta canción a causa del éxito que habían tenido los temas que hasta ese momento había lanzado, hasta que desistió en este propósito. Otro de los motivos que impidió el lanzamiento de esta canción fue la proximidad de las grabaciones de los temas de su futuro octavo álbum «Dangerous» de 1991.